# تاج‌مرغ کاکل‌خاکستری
تاج‌مرغ کاکل‌خاکستری (نام علمی: Pseudoseisura unirufa) نام یک گونه از سرده تاج‌مرغ است.